# Eucera furfurea
Eucera furfurea är en biart som beskrevs av Joseph Vachal 1907. Eucera furfurea ingår i släktet långhornsbin, och familjen långtungebin. Inga underarter finns listade i Catalogue of Life.

## Bildgalleri

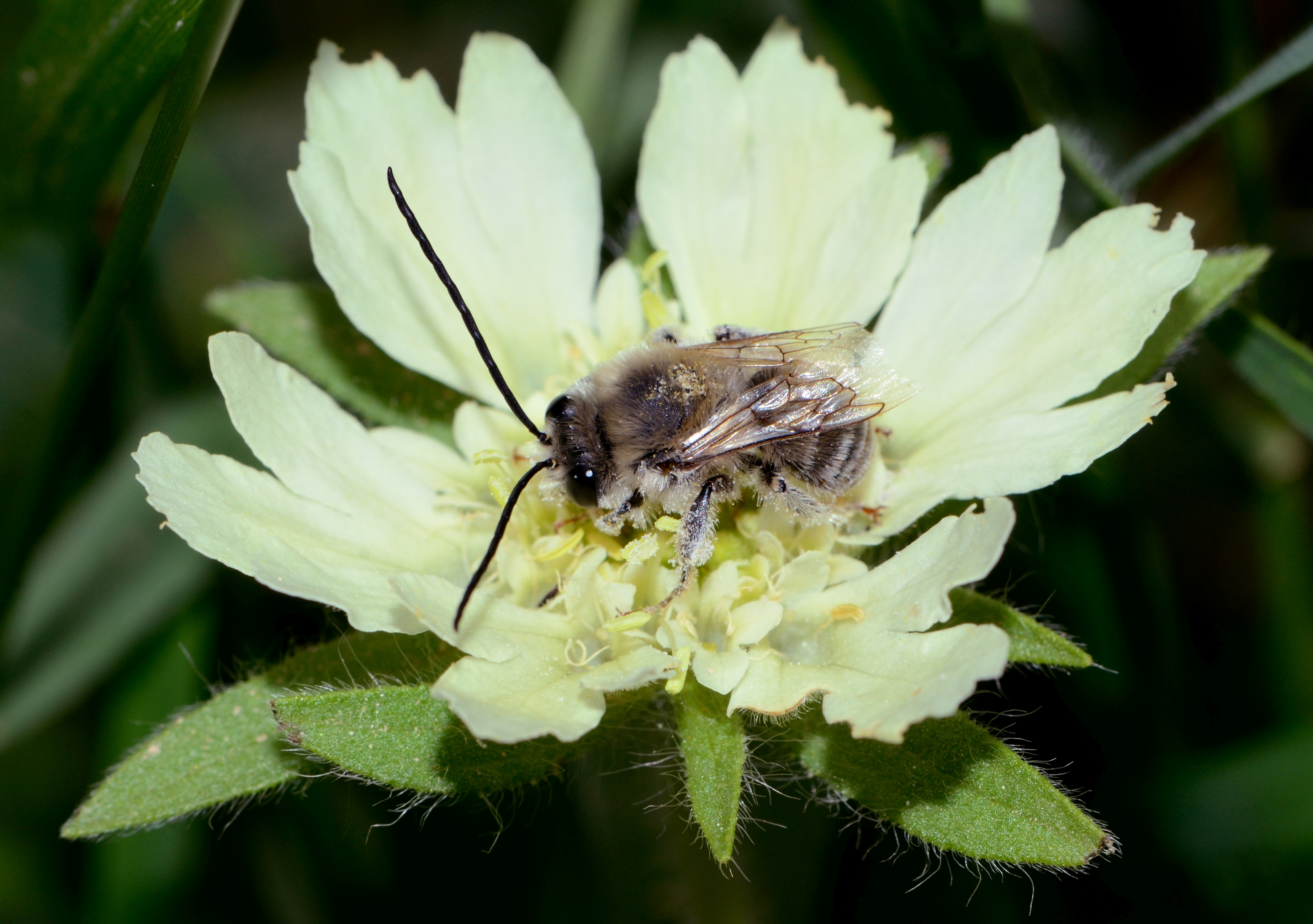